# Kleine muisgoffer
De kleine muisgoffer (Perognathus parvus)  is een zoogdier uit de familie van de wangzakmuizen (Heteromyidae). De wetenschappelijke naam van de soort werd voor het eerst geldig gepubliceerd door Peale in 1848.

## Voorkomen
De soort komt voor in Canada en de Verenigde Staten.